# کاواچی‌ناگانو، اوساکا
کاواچی‌ناگانو در استان اوساکا در کشور ژاپن  واقع شده‌است  که دارای جمعیت ۱۱۴٬۴۲۸ نفر و مساحت ۱۰۹٫۶۱ کیلومتر مربع با تراکم جمعیت ۱٬۰۴۴  نفر در کیلومترمربع است و در تاریخ ۱ آوریل ۱۹۵۴ به عنوان شهر شناخته شد.

## نگارخانه

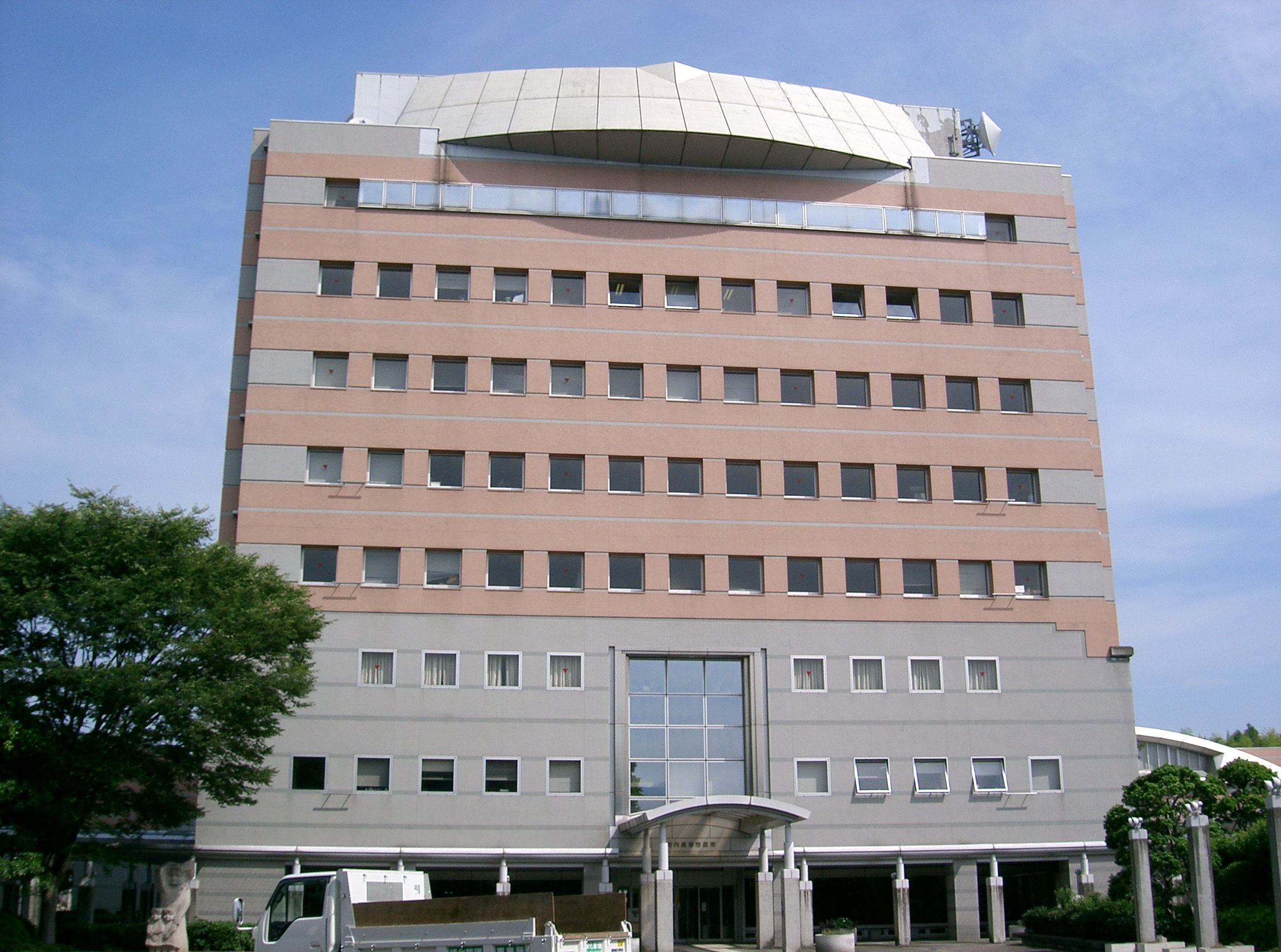